# Radegast (album)
Radegast je třetí album ostravské skupiny Citron. Toto album bylo vydáno v roce 1987 vydavatelstvím Supraphon. V roce 1988 Citron zvítězil v anketě Zlatý Slavík v kategorii "Skupina roku". V roce 1989 vychází v nakladatelství Lava records i anglická verze téhož titulu. Deska byla nahrána ve složení: Ladislav Křížek (zpěv), Jaroslav Bartoň a Jindřich Kvita (kytary), Václav Vlasák (baskytara), Radim Pařízek (bicí, klávesy).
Hlavním nosným motivem alba je slovanská mytologie, např. Radegast I. a II., Hon na bluda, Setkání s Radochem, Moravská děvčátka, Valašský rok. Album také obsahuje dvě romantické rockové balady – Už couvám a Už zase mi scházíš. Z trochu ponurého scénáře celého alba se vymyká veleúspěšná speed-metalová skladba Zase dál. V úvodní kompozici zaznívá citace ze světoznámého orchestrálního díla Leoše Janáčka Sinfonietta.

## Seznam skladeb
1. Radegast I. (5:04)
2. Zase dál (4:10)
3. Hon na bluda (4:28)
4. Už couvám (4:34)
5. Setkání s Radochem (4:02)
6. Už zase mi scházíš (4:33)
7. Moravská děvčátka (3:58)
8. Valašský rok (4:32)
9. Radegast II. (2:29)